# Шквор Максиміліан Антонович
Шквор Максиміліа́н (Макс) Анто́нович (чеськ. Maximilian Škvor, 27 липня 1877, Ледеч-над-Сазавою — † 18 липня 1947, Брно) — чеський віолончеліст, учасник «Празького квартету», викладач Музичної школи Миколи Тутковського (1906-1919) у Києві. Згодом професор Консерваторії у Брно. Чоловік Агнеси Фаллади.

## Життєпис
1896 закінчив Празьку консерваторію (учень Гануша Вігана).
У 1900—1901 грав в оркестрі театру у Львові.
З 1901 працював концертмейстером у Чеській філармонії.
1907 — перший віолончеліст у київському оперному оркестрі, соліст літніх концертів «Купецького клубу», вчитель у Музичній школі М. Тутковського.
Виконував, серед іншого, у концертах численні попурі (зокрема попурі на народні слов'янські мелодії), додаючи до них оркестровий супровід замість фортепіанної партії.
У Києві працював до 1919. Гастролював у різних містах України на початку ХХ століття.
Згодом — професор Консерваторії Брно, в якій працював у 1920—1939 роках.
У літньому віці виступав спочатку у тріо, а пізніше в квартеті Брно.
Пішов з життя 18 липня 1947 в Брно.